# Menelikornis
Menelikornis – rodzaj ptaków z podrodziny turaków (Musophaginae) w obrębie rodziny turakowatych (Musophagidae).

## Zasięg występowania
Rodzaj obejmuje gatunki występujące we wschodniej Afryce.

## Morfologia
Długość ciała 40–43 cm; masa ciała 200–315 g. 

## Systematyka
Rodzaj zdefiniował w 1947 roku niemiecki ornitolog i entomolog Hans von Boetticher w artykule poświęconym systematyce turaków, opublikowanym w czasopiśmie „Senckenbergiana”. Gatunkiem typowym jest (oryginalne oznaczenie) turak białouchy (M. leucotis).

### Etymologia
Menelikornis: Menelik II Sahle Majram (1844–1913; panował w latach 1889–1913), król Szeua i cesarz etiopski; gr. ορνις ornis, ορνιθος ornithos ‘ptak’. 

### Podział systematyczny
Taksony wyodrębnione z rodzaju Tauraco na podstawie badań opartych na analizach mitochondrialnych i jądrowych. Do rodzaju należą następujące gatunki:
- Menelikornis ruspolii (Salvadori, 1896) – turak etiopski
- Menelikornis leucotis (Rüppell, 1835) – turak białouchy